# Episkopí (Magne)
Pour les articles homonymes, voir Episkopí.
Episkopí (en grec moderne : Επισκοπή) est un ancien village du dème du Magne-Oriental, dans le district régional de Laconie, en Grèce.
Le village en ruine, constitué d'une maison-tour et d'une église Panagia est inhabité

## Géographie
Episkopí appartient à la communauté locale de Koita au sud-est du Magne au sud-ouest du Magne entre Areópoli et Geroliménas.

## Monuments
Il ne reste plus que deux bâtiments, l'église Panagia (Notre-Dame) et une maison tour en cours de restauration.

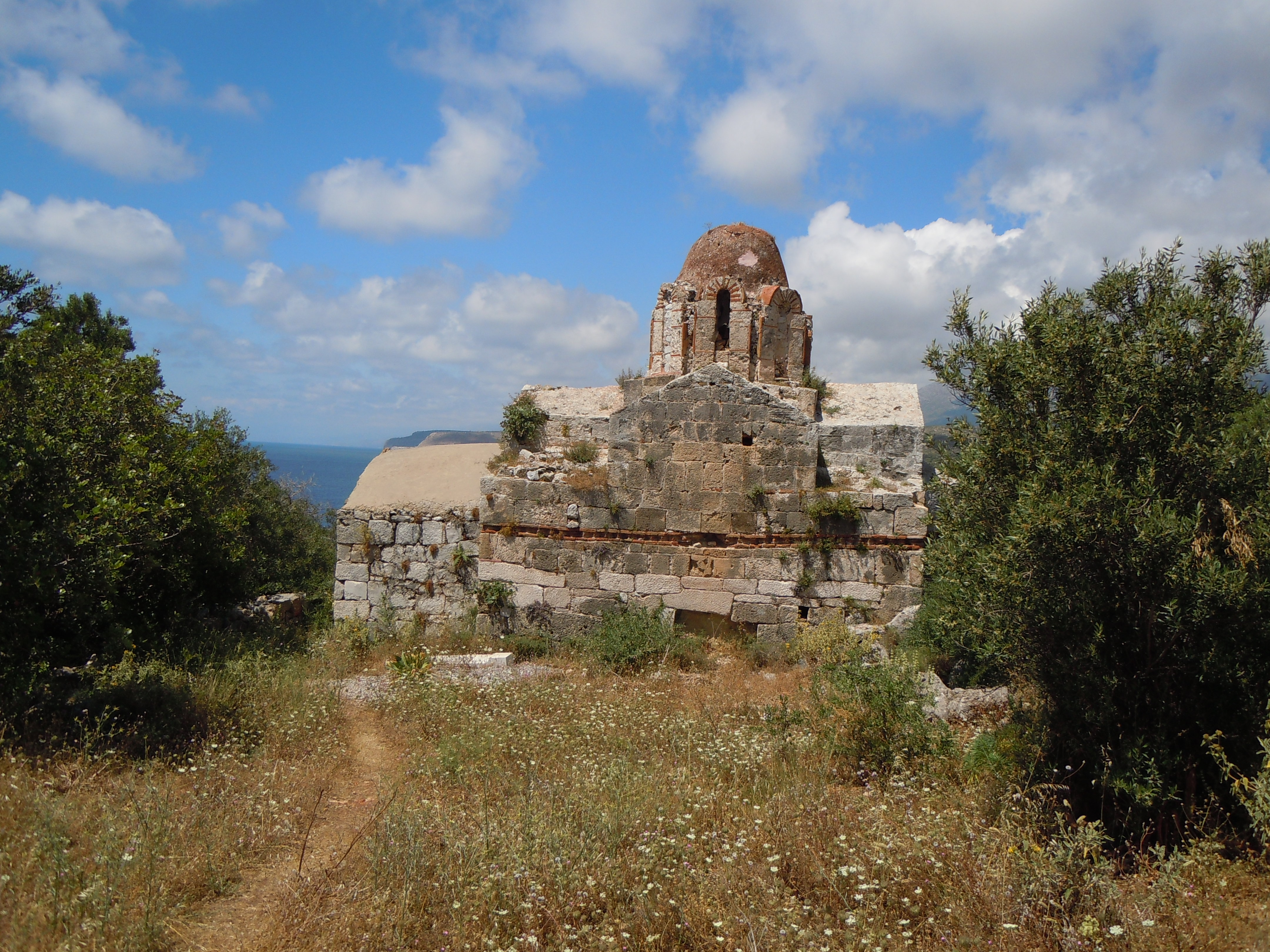
Église Panagia